# Андрей Мраз
Андрей Мраз (словац. Mráz Andrej; 28 листопада 1904, м. Петровець, Югославія, нині Сербія — 29 травня 1964, Братислава) — словацький літературознавець та історик.

## Життєпис
Народився у родині словацької меншини Воєводини. Відвідував гімназії в Врбасі, Бекешчабі та Нові Сад, де закінчив у 1925 році.
- З 1925 по 1929 рік навчався на філософському факультеті Братиславського університету імені Коменського, здобувши ступінь доктора наук.
- У 1929—1930 рр. — драматург Словацького національного театру в Братиславі,
- з 1930 по 1938 — референт літературно-історичного відділу Словацької Матики, в Мартіні,
- з 1932 по 1938 — директор престижного культурного журнал Slovenské pohľady.
- Викладав у 1938—1964 рр.

Починаючи з 1953 р. був завідувачем кафедри словацької мови та літератури філософського факультету Університету Коменського в Братиславі.
Ще студентом університету опублікував свою першу монографію про Світозара Гурбан-Ваянського (1926). Серед безлічі літературознавців, він відзначився як критик та як пропагандист реалістичного методу в літературі. Він приділив пильну увагу питанню літературних та культурних відносин між чехами та словаками. У центрі уваги його наукової роботи лежать праці з історії літератури.